# Graduał cysterski
Graduał cysterski (łac.  Graduale Cisterciense) – średniowieczny graduał (księga liturgiczna), przechowywany w Bibliotece Narodowej.
Ten artykuł odnosi się do jednego rękopisu, natomiast należy mieć na uwadze, iż w ogólnym przypadku sformułowanie „graduał cysterski” oznacza jakikolwiek graduał w obrządku cysterskim.

## Historia
Miejsce i czas powstania manuskryptu nie są znane. Zapewne został spisany przed 1317, ponieważ w kalendarzu nie ma jeszcze uroczystości Bożego Ciała, ustanowionej ostatecznie w tym roku. Być może powstał w 2. połowie XIII wieku. Śpiewy o św. Jadwidze Śląskiej na kartach 1 i 82 sugerują, że rękopis mógł istnieć już w 1267, kiedy to miała miejsce kanonizacja Jadwigi. Możliwe jednak, że utwory te dodano w Polsce, zaś sam graduał powstał wcześniej za granicą.
Od połowy XIX w. rękopis był przechowywany we Lwowie w Bibliotece Baworowskich. W czasie II wojny światowej znalazł się w zbiorach Ossolineum. Po 1945 trafił do Biblioteki Narodowej, gdzie oznaczony jest obecnie sygnaturą Rps 12496 IV. Dawniejsze jego sygnatury to: N.2.I.a/2, X.A.3, Baw. 2, BN akc. 9757.
Graduał cysterski jest jednym z najstarszych zachowanych w Polsce graduałów. Dodatkową wartość stanowi znajdujący się w nim polski kalendarz liturgiczny oraz liczne zapisy obrazujące ewolucję śpiewów chorałowych.
Cysterskie pochodzenie graduału sugeruje notacja muzyczna, lista Alleluia na niedziele i święta (przyjęta od około 1190 przez tzw. Codex normalis obowiązujący w skryptoriach tego zakonu), noty wstępne w Ordinarium Missae – in diebus quando laboramus, in diebus quando non laboramus – oraz umieszczenie w części De sanctis świętych z okresu Bożego Narodzenia. Możliwe, że manuskrypt związany był z cystersami na Śląsku.

## Opis
Manuskrypt składa się z 98 kart o wymiarach 39×28 cm, spisanych na pergaminie. Oprawa, składająca się z deski w skórze, pochodzi z epoki lub XVI wieku.
Zawartość:
- De tempore – 112 formularzy na niedziele i święta całego roku liturgicznego[2]
- De sanctis – 140 formularzy (98 oryginalnych i 42 dopisane później) na uroczystości ku czci świętych od Szczepana do Tomasza Apostoła[2]
- Ordinarium missae – śpiewy mszalne Kyrie, Gloria, Sanctus, Agnus Dei i Credo[2]
- późniejsze dopiski: Commune sanctorum, 6 sekwencji o Matce Bożej, oryginalne formularze mszy wotywnych (w intencji chorych i podróżujących, z prośbą o pogodę lub deszcz, a także za zmarłych)[2]

W późniejszych dopiskach znajdują się polskie zwroty w rodzaju: „tu w starym”, „nie wazna”, „jako tu”.
Iluminacja graduału, składająca się z 3 miniatur oraz kilkunastu inicjałów, jest dość bogata jak na tradycję cysterską. Głównymi motywami zdobniczymi są spiralnie zakręcone linie oraz stylizowane liście akantu. W palecie kolorów dominuje barwa czerwona.